# 최홍일
최홍일(崔洪日, 1963년 1월 23일 ~ )은 대한민국의 배우이자 연극인이다. 1982년 연극배우로 처음 데뷔하였다.

## 출연작

### 영화
- 《누가 나를 미치게 하는가》(1995년)
- 《지상만가》(1997년) - 악기점 주인 역
- 《산전수전》(1999년) - 교학과 직원 역
- 《구멍》(2000년) - 음주단속 경찰 역
- 《인디안 썸머》(2001년) - 여권 남 1 역
- 《세이 예스》(2001년) - 수의사 역
- 《가문의 영광》(2002년) - 경비원 역
- 《효자동 이발사》(2004년) - 고문 사내 1 역
- 《중천》(2006년) - 귀족 자재 1 역
- 《장마》(2007년)
- 《거북이 달린다》(2009년) - 총포상 주인 역
- 《세리와 하르》(2009년) - 목사님 역
- 《식객: 김치전쟁》(2010년) - 중년남 역
- 《이웃집 남자》(2010년) - 최 선생 역
- 《가족사진》(2010년)
- 《서유기 리턴즈》(2011년) - 우마왕 역
- 《나는 아빠다》(2011년) - 반장
- 《응징자》(2013년) - 작은아버지 역
- 《그날들》(2014년)
- 《조류인간》(2015년) - 사냥꾼 역
- 《치외법권》(2015년) - 경찰청장 역
- 《동주》(2016년) - 동주 부 역
- 《시선 사이》(2016년) - 우민 부 역
- 《청년경찰》(2017년) - 희열 부 역
- 《로마서 8:37》(2017년) - 임 장로 역
- 《꾼》(2017년) - 아재 역
- 《살인소설》(2018년) - 노 실장 역
- 《신 전래동화》(2018년) - 홍길동 아버지 역
- 《여곡성》(2018년) - 이경진 대감 역
- 《성난황소》(2018년) - 중년남 역
- 《사자》(2019년) - 교구청장 역
- 《결백》(2020년) - 안태수 역
- 《앙상블》(2020년) - 점쟁이 역 (특별출연)
- 《구원》(2021년) - 최 시장 역 (우정출연)
- 《히든》 (2022년) - 백 반장 역 (특별출연)
- 《리미트》 (2022년) - 수사과장 역 (특별출연)
- 《카시오페아》 (2022년) - 지만 역

### 드라마
- 《경찰청 사람들》 - 현금강탈 13분  (1993년, MBC) - 황정훈 역
- 《경찰청 사람들》 - 서울별곡  (1995년, MBC) - 최준호 역
- 《용의 눈물》 (1996년, KBS1)
- 《태양의 남쪽》 (2003년, SBS)
- 《사랑의 기적》 (2010년, SBS) - 도끼 역
- 《자이언트》 (2010년, SBS)
- 《신기생뎐》 (2011년, SBS) - 조폭 역
- 《최고의 사랑》 (2011년, MBC) - PD 역
- 《심야병원》 (2011년, MBC) - 장 변호사 역
- 《인수대비》 (2011년, JTBC) - 강맹경 역
- 《옥탑방 왕세자》 (2012년, SBS) - 여행사 관계자 역
- 《제3병원》 (2012년, tvN) - 주민 역
- 《야왕》 (2013년, SBS)
- 《특수사건 전담반 TEN 2》 (2013년, OCN) - 임도술 역

- 《참 좋은 시절》 (2014년, KBS2)
- 《엔젤 아이즈》 (2014년, SBS) - 천문관 관장 역
- 《전설의 마녀》 (2014년~2015년, MBC) - 원단공장 공장장 역
- 《오만과 편견》 (2014년~2015년, MBC) - 차윤희의 아버지 역
- 《오! 할매》 (2015년, KBS1) - 종기 역
- 《용팔이》 (2015년, SBS)
- 《마을》 (2015년, SBS) - 오갑수 역
- 《KBS 드라마 스페셜 - 계약의 사내》 (2015년, KBS2)
- 《미세스 캅 2》 (2016년, SBS)
- 《몬스터》 (2016년, MBC)
- 《미녀 공심이》 (2016년, SBS) - 안수영 역
- 《당신은 선물》 (2016년, SBS)
- 《원티드》 (2016년, SBS) - 이태균 역
- 《귓속말》 (2017년, SBS) - 김성식 역
- 《수상한 파트너》 (2017년, SBS)
- 《도둑놈, 도둑님》 (2017년, MBC)
- 《최강 배달꾼》 (2017년, KBS2) - 최강수의 아버지 역
- 《크리미널 마인드》 (2017년, tvN) - 교도소장 역
- 《이판사판》 (2017년, SBS) - 강기용 역
- 《나쁜 녀석들 : 악의 도시》 (2018년, OCN)
- 《라이브》 (2018년, tvN) - 민수만 역
- 《시크릿 마더》 (2018년, SBS) - 부원장 서인수 역
- 《손 the guest》 (2018년, OCN)
- 《트랩》 (2019년, OCN) - 경찰청 행정분석팀장 역
- 《보이스 3》 (2019년, OCN) - 황두식 역
- 《레버리지: 사기조작단》 (2019년, TV조선) - 양철수 역
- 《VIP》 (2019년, SBS) - 나영철 역
- 《낭만닥터 김사부 2》 (2020년, SBS) - 공장 관리소장 역
- 《오 마이 베이비》 (2020년, tvN) - 조아저씨 역
- 《앨리스》 (2020년, SBS) - 윤종수 역
- 《키마이라》 (2021년, OCN) - 김형국 역
- 《지금, 헤어지는 중입니다》 (2021년, SBS) - 하택수 역
- 《드라마 스페셜 - 보통의 재화》 (2021년, KBS2) - 김준호 역
- 《블라인드》 (2022년, tvN) - 류일호 역
- 《이 연애는 불가항력》   (2023년, JTBC) - 헬로(도민훈) 부 역
- 《삼식이 삼촌》 (2024년, Disney+) - 황 박사 역
- 《나인 퍼즐》 (2025년, Disney+)
- 《노무사 노무진》 (2025년, MBC) - 노택용 역

## 연극
- 《윤이상, 나비 이마주》
- 《죄와벌》
- 《곱추리차트3세》
- 《왕은죽어가다》
- 《세종32년》
- 《길》
- 《나는누구냐》
- 《이상한 송양화》
- 외 60여편